# Illice conjuncta
Illice conjuncta är en fjärilsart som beskrevs av Bao-kun Zhang och Mcd. 1913. Illice conjuncta ingår i släktet Illice och familjen björnspinnare. Inga underarter finns listade i Catalogue of Life.